# Hotel Savoy
El Hotel Savoy es un hotel de lujo situado en Strand en la Ciudad de Westminster en el centro de Londres. Construido por el empresario Richard D'Oyly Carte con las ganancias de las óperas de Gilbert y Sullivan, que abrió sus puertas el 6 de agosto de 1889. Fue el primero en el grupo de hoteles y restaurantes (Savoy) de propiedad de la familia de Carte hace más de un siglo.
El Hotel Savoy fue el primer hotel de lujo en el Reino Unido que introdujo la iluminación eléctrica en todo el edificio, ascensores eléctricos, baños en la mayoría de las habitaciones lujosamente amuebladas, agua corriente caliente y fría constante, y muchas otras innovaciones. Carte contrató a César Ritz como gerente y al chef francés Auguste Escoffier, que establecieron un estándar de calidad de servicio del hotel, el entretenimiento y elegante comedor, sin precedentes, que atrajo a la realeza y otras personas ricas y comensales.
El hotel se convirtió en la empresa más exitosa de Carter. Sus bandas, Savoy Orpheans y the Savoy Havana Band, fueron famosas y otros animadores (quienes también eran frecuentemente invitados), tales como George Gershwin, Frank Sinatra, Lena Horne y Noël Coward. Entre los famosos invitados figuran Edward VII, Oscar Wilde, Enrico Caruso, Charlie Chaplin, Babe Ruth, Harry Truman, Joan Crawford, Judy Garland, John Wayne, Laurence Olivier, Marilyn Monroe, Humphrey Bogart, Elizabeth Taylor, Barbra Streisand, Bob Dylan, Bette Midler, The Beatles y muchos otros. Winston Churchill solía ocupar un gabinete para tomar su lunch.
El hotel está administrado ahora por Fairmont Hotels and Resorts. Se le llama el hotel más famoso de Londres. Tiene 267 habitaciones y vistas panorámicas del río Támesis a través de la Plaza Savoy y el terraplén del Támesis. El hotel tiene una construcción grado II.

## Historia

### Sitio
La Casa del Savoy fue de la familia gobernante de Savoya, descendiente de Humberto I, Conde de Sabaudia (o Maurienne), quien se convirtió en Conde en 1032. El nombre Sabaudia incluye a "Savoya" (o "Savoie" en francés). El Conde Peter (o Piers o Piero) de Savoya (fallecido en 1268) era tío materno de Eleanor de Provenza, reina consorte de Enrique III de Inglaterra y vino con ella a Londres.

### El Palacio Savoy
El rey Enrique III le dio al Conde Peter de Richmond en 1246 un terreno entre el Strand y el río Támesis, donde Peter construyó el Savoy Palace en 1263. Peter le dio al palacio su señorío de Savoya a la Congregación de Cañones del Gran San Bernardo y el palacio fue nombrado "Gran Hospital de San Bernardo del Monte Jovis en Savoya". El señorío fue comprado posteriormente por la Reina Eleanor, quien le dio el sitio a su segundo hijo, Edmundo Conde de Lancaster. La bisnieta de Edmundo, Blanche, heredó el sitio. Su esposo John de Gaunt, primer Duque de Lancaster, construyó un magnífico palacio que fue quemado por los seguidores de Wat Tyler durante la revuelta de 1381. El Rey Ricardo II era todavía un niño y su tío John de Gaunt fue el poder detrás del trono y un objetivo principal de los rebeldes.
Por el año 1505, Enrique VII planeó un gran hospital "caniche, novato de poder" dando dinero y las instrucciones para ello en su testamento. El hospital fue construido en las ruinas del palacio y con licencia en 1512. Dibujos muestran que era una magnífica construcción, con un dormitorio, comedor y tres capillas. El hospital de Enrique VII duró dos siglos, pero tuvo muy pobre gestión. Las historias del siglo XVII por Stow mencionan que el hospital fue mal usado por merodeadores, vagabundos y prostitutas". En 1702m el hospital fue disuelto y el edificio del hospital fue usado para otros propósitos. Parte del viejo palacio fue utilizada como prisión militar en el siglo XVIII. En el siglo XIX el viejo edificio del hospital fue demolido y un nuevo edificio fue construido.

### Richard D'Oyly Carte
En 1864, un incendio lo destruyó excepto una pared de piedra y la Capilla del Savoy. La propiedad estuvo vacía hasta que el empresario Richard D'Oyly Carte lo compró en 1880, para la construcción específicamente del Teatro Savoy para la producción de la oPERA Gilbert and Sullivan de la cual era el productor.

### Inicios
Viendo la opulencia y extravagancia de los hoteles estadounidenses durante sus frecuentes visitas a los Estados Unidos, Carte decidió construir el primer hotel de lujo en la Gran Bretaña, para atraer clientes extranjeros así como turistas que visitaran Londres. Inaugurado en 1889, el hotel fue diseñado por el arquitecto Thomas Edward Collcut, quien también diseño el Hall Wigmore. Carter uso el nombre de "Savoy" como recuerdo de la historia de su propiedad. Sus inversionistas en esta aventura fueron relativos como Carl Rosa, George Grossmith, François Cellier, George Edwardes, Augustus Harris y Fanny Ronalds. Su amigo el compositor Sir Arthur Sullivan, fue un accionista y con un lugar en el cuerpo de directores.
El hotel fue construido en un pilote de arena, junto al Teatro Savoy, que originalmente Carte compró como alojamiento para un generador eléctrico para el teatro, construido en 1881, siendo el primer edificio público en el mundo iluminado completamente por electricidad. La construcción del hoterl duró 5 años y fue financiado por las ganancias de las asociaciones de Gilbert and Sullivan, principalmente del Mikado. Fue este el primer hotel en la Gran Bretaña en tener luz eléctrica y el primero con ascensores eléctricos. Otras innovaciones incluyeron suites con baños de mármol con agua fría y caliente en las 268 habitaciones. Ladrillos vidriado para la prevención de la neblina londinense proveniente del exterior y sus propias paredes artesanales.

### Fiesta deLa Góndolaen 1905
Al inicio, el Savoy marchó muy bien, pero después de seis meses de inaugurado, comenzó a perder dinero. El equipo directivo fue reemplazado por Carte, contratando a W. Hardwicke como mánager y a M. Charpentier como jefe de la cocina. También como mánager llegó César Ritz, que más tarde fundaría el Hotel Ritz. Este trajo al chef Auguste Escoffier y al maitre d'hotel Louis Echenard, todos ellos descritos como un pequeño ejército hotelero para la conquista de Londres. Escoffier reclutó a cocineros franceses reorganizando las cocinas. El Savoy bajo la dirección de Ritz y sus compañeros, atrajeron a clientela distinguida, como el Príncipe de Gales. Mujeres de la aristrocracia acostumbraron a comer en público, donde ahora visto con toda su gala en los comedores y cenas en el Savoy. El hotel tuvo un éxito financiero que Carte compró otros hoteles lujosos.
Al mismo tiempo, Ritz continuó como gerente de sus hoteles y sus negocios en Europa. Nellie Melba, entre otros, notó que Ritz estaba menos comprometido en el Savoy. En 1897, Ritz y sus compañeros fueron despedidos del Savoy. Ritz y Echenar fueron acusados de la desaparición de 3 400 libras esterlines (equivalentes a 410 000 libras esterlinas en 2021) en vinos y otros tipos de bebidas y Escoffier había recibido gratificaciones por suplentes del Savoy. En 1938, en la biografía realizada por la viuda de Ritz, mantiene que el se resignó y que Escoffier, Echenard y otros empleados también se resignaron. Esta ficción fue perpetua por muchos años, con el consentimiento de la compañóia del Savoy. Pero luego que la compañía reportó el daño y con la auditoría de un prominente licenciado, Sir Edward Carson, que se hizo cargo de la investigación mencionó: Es mi deber imperativo despedir al mánager y al chef" Carte le entregó a Ritz, Escoffier y Echenard cartas de despido.
Ritz trató de demandar a la compañía del hotel por despido ilegal, pero fue persuadido por Escoffier, quien pensó que sus reputaciones podían ser mejor cuidadas si estaban lejos del escándalo. Fue hasta 1985 que se hicieron del conocimiento público por archivos desclaficados.
El grupo del Savoy compró Simpson's-in-the-Strand en 1898. Al año siguiente, Carte se comprometío con M. Joseph, propietqrio del Restaurante Marivaux en París, Francia, y su nuevo maitre d'hotel en 1900, apuntó hacia George Reeves-Smith como el siguiente director del grupo del hotel Savoy. Reeves-Smith colaboró hasta 1941.
Después de la muerte de Richard D'Oyly en 1901, su hijo Rupert D'Oyly Carte ocupó la gerencia del grupo del Hotel Savoy en 1903 y supervisando la expansión del hotel y la modernización de otros hoteles que eran dueños del grupo, como el Claridge. La expansión del hotel en 1903-04 incluyeron las alas este y oeste, cambiando la entrada principal a Savoy Court. Estos agregados fueron pioneros por la utilización de construcciones de acero en Londres. Por ese tiempo, el hotel fue el primero en llevar servicio a las habitaciones, con acceso a todas las comodidades. Muchas familiares fueron residentes, como Sarah Bernhardt y Sir Thomas Dewar, algunos de ellos viviendo por décadas. Fiestas espectaculares fueron realizadas en el hotel. Por ejemplo, en 1905 el millonario estadounidense George A. Kessler hospedó a la "Fiesta de la Góndola" donde el patio fue inundado con una profundidad de 4 pies y el escenario fue elevado alrededor de las paredes. El equipo disfrazado así como los invitados, recrearon Venecia. Dos docenas de invitados cenando en una góndola. Después de la cena, Enrico Caruso cantó y un bebé elefante trajo un pastel de cumpleaños de cinco pies de altura.
Cuando el hotel se expandío, Rupert D'Oyly Carte decidió a desarrollar una lujosa cama fabricada a mano para el Savoy y sus otros hoteles. La cama del Savoy, llamada también la cama N°2, fue cubierto de un tictac cuyo diseño se le atribuye a su madrastra, Helen Carte. En 1924, el hotel compró al fabricante James Edwards Limited las camas. Más tarde, el Grupo Savoy vendió las camas Savoir en 1997. Las camas Savoir continúan siendo las camas para el hotel.
En 1899, Guccio Gucci trabajó en el Savoy como maletero, antes de fundar su casa de modas en 1921.

### De 1913 hasta la Segunda Guerra Mundial
Después de la muerte de Helen Carte en 1913, Rupert D'Oyly Carte tuvo el control de los inversionistas del grupo del hotel. En 1919, vendió el Gran Hotel en Roma, Italia, que había sido adquirido por su padre en 1894 a instancias de Ritz. Para el Savoy, contrató a un nuevo chef, Francois Latry, quien trabajó de 1919 a 1942. En los años 1920s aseguró que el Savoy siguiera mostrando atracción a su clientela de moda con continuos programas de modernización y la introducción de salones de bailes en sus restaurantes. Fue el primer hotel con aire acondicionado, calefacción a vapor y ventanas aislantes del sonido en los cuartos, servicio las 24 horas a cada habitación y teléfonos en los baños. Elaboraban sus propios colchones. Un famoso incidente durante los años iniciales de Rupert fue el tiroteo en 1923 en el hotel, de un joven egipcio el príncipe Fahmy Beuy por su esposa francesa Margarita. La viuda fue acusada de homicidio después de revelar que su esposo la trataba con extrema crueldad durante los seis mesesde matrimonio y que había tratada de matarla.
Hasta los años 1930s el grupo Savoy no tuvieron otras adversidades, pero Carte y Reeves-Smith cambiaron sus estrategias. "Estamos esforzandonos por tener más promoción intensiva y conseguir más clientes. Este trabajo se está haciento en los Estados Unidos, en Canadá, en Argentina y en Europa. En 1938 Hugh Wontner se unío al grupo del Savoy como asistente de Reeves-Smith el cual llegaría como director en 1941.
Durante la Segunda Guerra Mundial, Wontner y su equipo tuvieron que hacer frente a los daños de las bombas, racionar los alimentos, escasez de la mano de obra y un descenso importante en el número de visitantes extranjeros. Después que los Estados Unidos entraron a la guerra, hombres de negocios visitaron el Savoy siendo el favorito de los oficiales estadounidenses, diplomáticos, periodistas y otros. El hotel fue visitado por los líderes de la guerra; Winston Churchill frecuentemente visto en su gabinete para tomar su lunch en el hotel, Lord Mounbatten, Charles de Gaulle, Jan Masaryk y el General Wavell estaban reunidos regularmente en los salones de cena y el hotel fue un refugio antiaéreo "el más inteligente de Londres". Wontner cooperó complementamente con el gobierno británico para las restricciones impuestas en tiempo de guerra, ayudando a redactar una orden que impone un límite de cinco chelines en el precio de una comida del restaurante.

### 1946-2007
Después de la Segunda Guerra Mundial, el Grupo Savoy experimentó una huelga de sus empleados en apoyo de un mesero despedido del hotel. El caso fue juzgado como serio por el equipo del Gobierno en una corte de conciliación. Como siempre, el hotel continuó atrayendo a celebridades. En 1946, Wontner configuró "El esquema de manejo del Savoy" una escuela de entrenamiento para hoteleros, la cual fue mantenida por cerca de medio siglo. El último mayor aporte de Rupert D'Oyly Carte como directivo, fue Wyllie Adolf Hofflin mánager general de 1941 a 1960 y August Laplanche jefe de chef desde 1945 a 1965. Cuando Carte murió en 1948 su hija Bridger su hija no deseaba ser directiva, pero aceptó el puesto de la Vicepresidencia y el director del Savoy mediante elección fue Wontner, la primera persona que combinó los puestos de director y de manáger, desde el fundador del Savoy, Richard D'Pyly Carte. Wontner permaneció en ese puesto hasta 1979 y como director hasta 1984 y fue presidente hasta 1992.
Durante la coronación de la Reina Isabel II el 2 de junio de 1953, el hotel acogió el baile de coronación Savoy, atendiendo a 1400 personas, incluyendo estrella de Hollywood, realeza y otros notables, quienes pagaron 12 guines (equivalente a 374 libras esterlinas en el 2021) cada uno. Dieciséis guardianes de la Torre de Londres estaban alineados en la entrada de la escalera. El interior del Savoy fue cubierto por cientos de yardas de material gris paloma y pancartas heráldicas en escarlata, azul y amarillo. El diseño fue supervisado por Bridget D'Oyly Carte quién era miembro de los organizadores, incluyendo a Cecil Beaton y Ninette de Valois. El cabaret estuvo bajo la dirección de Laurence Olivier, Noël Coward y John Mills.
Bajo el liderazgo de Wontner, el Savoy obtuvo su primer jefe de cocina británico. Silvino Trompetto, quien fue maitre-chef de 1965 a 1980. Giles Shepard (1937-2006) sucedió a Wontner como mánager-director de 1979 a 1994 y ayudó a defender al Grupo Savoy en contra del grupo de Charles Forte quienes querían tomar el control del grupo en los años 1980's. Forte ganó una mayoría compartida, pero no tuvo tomar el control debido a la estructura de los propietarios. Shepard introdujo salarios competitivos para el equipo, incremmentando la marca del hotel, llevando al Savoy a celebrar el centenario. Ramón Pajares fue director de 1994 a 1999. El Savoy continúa siendo un lugar popular para visitar. "Le tout Londres, donde puedes ver desde estrellas de cine a hombres de negocios o políticos, todos están o siendo entretenidos en el gran viejo palacio de la diversión en la Strand.
Bridget D'Oyly Carte murió en 1985 y no tuvo hijos, siendo el fin de la línea familiar. En 1998, una casa de capital privado estadounidense, The Blaclstone Group, compró el Hotel Savoy. Ellos habían vendido en 2004 el Quinlan Private, quienes venderían el hotel Savoy y el restaurante Simpson In The Strand ocho meses después, por un precio estimado en 250 millones de libras esterlinas a Al-Waleed bin Talal para ser manejado por una filial dpor Al-Waleed. Los hoteles Fairmont and Resorts de Canadá. El grupo Quinlan retuvo el resto de los hoteles bajo el nombre de Maybourne Hotel Group.